# Angar
Pour les articles homonymes, voir Angar (homonymie).
David Angar, alias Angar le cri (« Angar the Screamer » en VO), ou tout simplement Angar est un super-vilain évoluant dans l'univers Marvel de la maison d'édition Marvel Comics. Créé par Steve Gerber, Gene Colan et John Tartaglione, le personnage de fiction apparaît pour la première fois dans le comic book Daredevil (vol. 1) #100 en juin 1973.

## Biographie du personnage
David Alan Angar, chanteur de rock américain, fut soumis par Dragon-lune aux effets d'une machine créée par les technologues de Titan qui bombarda ses cordes vocales d'hypersons. Le mécanisme de sa voix en fut affecté. L'opération a été réalisée sous les auspices d'un avocat véreux, Kerwin J. Broderick, qui comptait se servir de lui contre Daredevil et la Veuve noire.

## Ennemis

### Daredevil
Daredevil est vulnérable au cri d'Angar : ce dernier modifie la perception de la réalité. Par contre, Angar a un autre pouvoir, il provoque une amnésie partielle, ce second pouvoir étant basé sur la vue, il est sans aucun effet sur Daredevil.
La Veuve noire, associée à Daredevil, l'aide à lutter contre Angar. Elle menace de tuer Angar avec un tir à bout portant de ses bracelets, le malheureux Angar est obligé de céder et d'arrêter de crier.

### Iron Fist
Angar a utilisé son pouvoir pour faire un lavage de cerveau à Colleen Wing, une amie d'Iron Fist pour la pousser à tuer son ami. Une fois que celle-ci a été guérie par Iron Fist, elle se venge en tuant froidement Angar d'un coup de sabre.

## Pouvoirs et capacités
Angar émet des cris perçants qui stimulent les substances chimiques du cerveau, provoquant des hallucinations et parfois l'amnésie chez ceux qui se trouvent à portée de sa voix. Toutefois il ne peut pas contrôler la teneur spécifique des hallucinations de ses victimes, qui sont de type psychotique ou cauchemardesque.
Le cri d'Angar affecte de façon plus ou moins intense ceux qui le perçoivent, suivant la distance à laquelle ils se trouvent. Le temps de récupération pour un homme de constitution normale est d'une heure s'il se trouve à 15 mètres d'Angar, et de douze heures s'il se trouve à 1 mètre.
Angar est immunisé contre les effets de son propre cri, qui peut atteindre une intensité de 180 décibels dans la gamme des hautes fréquences, et qui peut provoquer des dommages auditifs permanents chez ceux qui se trouvent trop près. Angar peut crier à pleine puissance pendant plus d'une heure d'affilée, ne s'arrêtant que pour reprendre son souffle.